# تومویا ناگاسه
تومویا ناگاسه (انگلیسی: Tomoya Nagase؛ زادهٔ ۷ نوامبر ۱۹۷۸) یک خواننده و بازیگر اهل کشور ژاپن است. وی از سال ۱۹۹۳ میلادی تاکنون مشغول فعالیت بوده‌است. از فیلم‌هایی که وی در آن نقش داشته است می‌توان به انیمیشن شمشیر غریبه اشاره کرد.